# Scinax pachycrus
Scinax pachycrus là một loài ếch trong họ Nhái bén. Chúng là loài đặc hữu của Brasil.
Các môi trường sống tự nhiên của chúng là xavan khô, vùng đất có cây bụi nhiệt đới hoặc cận nhiệt đới, đồng cỏ khô nhiệt đới hoặc cận nhiệt đới vùng đất thấp, đầm nước ngọt có nước theo mùa, vùng nhiều đá, đất canh tác, vùng đồng cỏ, và ao. Loài này đang bị đe dọa do mất môi trường sống.